# Андрей Потоцький (кам'янецький каштелян)
Андрей Потоцький  гербу Пилява (пол. Andrzej (Jędrzej) Potocki, близько 1553 — після 27 лютого 1609) — польський шляхтич, військовик, урядник Корони Польської в Речі Посполитій. Батько Станіслава «Ревери» Потоцького.

## Родовід
|  |                      |  |  |  |  |  |  |  |  |  |  |  |  |  |  |  |
|  | Матей Потоцький      |  |  |  |  |  |  |  |  |  |  |  |  |  |  |  |
|  |                      |  |  |  |  |  |  |  |  |  |  |  |  |  |  |  |
|  |                      |  |  |  |  |  |  |  |  |  |  |  |  |  |  |  |
|  | Яков Потоцький       |  |  |  |  |  |  |  |  |  |  |  |  |  |  |  |
|  |                      |  |  |  |  |  |  |  |  |  |  |  |  |  |  |  |
|  |                      |  |  |  |  |  |  |  |  |  |  |  |  |  |  |  |
|  | Єлизавета Псарська   |  |  |  |  |  |  |  |  |  |  |  |  |  |  |  |
|  |                      |  |  |  |  |  |  |  |  |  |  |  |  |  |  |  |
|  |                      |  |  |  |  |  |  |  |  |  |  |  |  |  |  |  |
|  | Миколай Потоцький    |  |  |  |  |  |  |  |  |  |  |  |  |  |  |  |
|  |                      |  |  |  |  |  |  |  |  |  |  |  |  |  |  |  |
|  |                      |  |  |  |  |  |  |  |  |  |  |  |  |  |  |  |
|  | Катерина Ємельніцька |  |  |  |  |  |  |  |  |  |  |  |  |  |  |  |
|  |                      |  |  |  |  |  |  |  |  |  |  |  |  |  |  |  |
|  |                      |  |  |  |  |  |  |  |  |  |  |  |  |  |  |  |
|  | Андрей Потоцький     |  |  |  |  |  |  |  |  |  |  |  |  |  |  |  |
|  |                      |  |  |  |  |  |  |  |  |  |  |  |  |  |  |  |
|  |                      |  |  |  |  |  |  |  |  |  |  |  |  |  |  |  |
|  | Андрей Чермєнський   |  |  |  |  |  |  |  |  |  |  |  |  |  |  |  |
|  |                      |  |  |  |  |  |  |  |  |  |  |  |  |  |  |  |
|  |                      |  |  |  |  |  |  |  |  |  |  |  |  |  |  |  |
|  | Анна Чермєнська      |  |  |  |  |  |  |  |  |  |  |  |  |  |  |  |
|  |                      |  |  |  |  |  |  |  |  |  |  |  |  |  |  |  |
|  |                      |  |  |  |  |  |  |  |  |  |  |  |  |  |  |  |
|  | Пані Чермєнська      |  |  |  |  |  |  |  |  |  |  |  |  |  |  |  |
|  |                      |  |  |  |  |  |  |  |  |  |  |  |  |  |  |  |
|  |                      |  |  |  |  |  |  |  |  |  |  |  |  |  |  |  |

## Життєпис
Народився близько 1553 року. Другий син стражника польного коронного Миколая Потоцького і його дружини Анни з Чермєньських. Вихований у кальвінському обряді. 
У 1568—1569 р. разом з братом Яном навчався в університеті Ляйпціга. Після повернення додому служив у кварцяному війську. Брав участь у Лівонській (інфляндській) війні 1579-1582 років або в роті брата Яна, або стрийка Станіслава (сина Друзяни Язловецької. 2 грудня 1587 р. брав участь у з'їзді Руського воєводства, підписав ухвалену конфедерацію. У 1589 р. брав участь: у Сеймі як представник Подільського воєводства, підписав Бендзинську транзакцію; у битві з татарами під Баворовом. Замолоду був придворним короля Сиґізмунда II Авґуста.
Його четверо братів були пов'язані з Поділлям, посідаючи уряди кам'янецьких каштелянів, генералів подільської землі (або старост генеральних) та менш важливі посади. Як ротмістр, разом з братами, брав участь у битвах з румунами, молдованами, турками; брав участь у молдовському поході 1595 року, битві під Сучавою 12 грудня 1595 р. До 1599 р. володів частиною Потоку (Загайполя).
Під час повстання (заколоту) Зебжидовського став на сторону короля Сиґізмунда ІІІ Вази. Брав участь у битві під Ґузовом 5 липня  1607 р., в якій були розбиті загони повстанців, сам був важко поранений (його віднайшли ледь живим серед чисельних тіл вбитих). Довгий час був придворним королів Сиґізмунда II Авґуста та Сиґізмунда III Вази.
У 1607 р.: посол до Сейму (від Равської кварти); став кам'янецьким каштеляном; як винагороду за заслуги перед Польщею отримав дозвіл короля на заснування «Нового міста» на власних землях біля молдовського кордону (ймовірно, йшлося про отриманий від другої дружини як віно Гвіздець). Найчастіше резидував в Яблунові, ймовірно, він був фундатором місцевого кальвінського збору (існував у XVII ст). Підтримував кальвінський збір у Панівцях.
У 1607—1609 р. отримав від короля в «доживоття» (з правом «цесії» нащадкам) місто Косів з прилеглими селами в Руському воєводстві та два комплекси сіл на Поділлі:
- Теремці (Теремки), Колодіївку, Шубок(ц), Колехівці (або Кубаківці)
- П'ясець, Кучу (право викупу надав 1584 р. С. Баторій), Фурманківці (Окунів), Воєводинці.

У Руському воєводстві мав містечко Косів з прилеглими селами, частину Потоку, частину сіл Яблунова, Костільників, Вільхівця, Соколова, Тишківців, Уніжа. На Поділлі мав частки в Панівцях, Сутнівцях, Малиничах, Михалкові.

### Посади
Подільський підчаший (1589/1590 роки), білокамінський староста, кам'янецький каштелян (з 1607 р.).

### Сім'я
Був одружений двічі. Перша дружина — Зофія з П'ясецьких гербу Забава[джерело?] (за о. К. Несецьким, Яніна; донька Флоріана П'ясецького, який воював проти турків разом з Байдою, мали 6 дітей:
- Миколай — придворний, ротмістр, загинув під Смоленськом, убитий кулею[7],
- Станіслав «Ревера»,
- Єжи — полковник,
- Якуб — подільський підчаший, дружина — Катажина з Кломніцьких, вдова Мацея Яблоновського[8],
- Анна (пом. 1623) — дружина Станіслава Ґольського, князя Костянтина Заславського (сина Януша Заславського, князя Кароля Самуеля Корецького (молодшого[9] брата Самійла Корецького; стала вірною РКЦ, сприяла переходу на католицтво братів Єжи, Якуба, померла у віці 30-ти років, була похована в Корці[10],
- Кристина — дружина Александера Гумецького (каштелянича кам'янецького), Самуеля Замєховського.

Друга дружина — Катажина з Бучацьких-Творовських гербу Пилява. За однією з версій, став власником Бучача після одруження з нею. Діти:
- Ян Теодорик — галицький підкоморій,
- Кшиштоф — литовський підчаший,[3] діяч-кальвініст.[13]